# Балістичний парашут

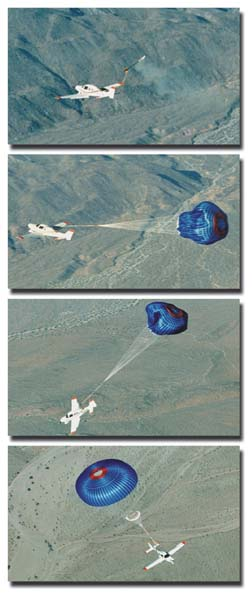
Серія фотографій, що показують розгортання балістичного парашуту

Балістичний парашут — це парашут, що викидається з корпусу літака невеликим вибуховим зарядом або ракетою з твердопаливним ракетним двигуном. Перевага балістичного парашута полягає в тому, що він розгортається швидше від звичайного парашута, протягом декількох секунд, що в небезпечних ситуаціях на невеликих висотах робить його ідеальним для легких літальних апаратів і безпілотних літаків. У такій ситуації звичайний парашут не встиг би відкритися досить швидко.
Він використовується, коли виникає зупинка двигуна або раптова відмова системи керування літака, а вимушена посадка неможлива, або відповідне поле для неї недоступне. Балістичний парашут уповільнює падіння літака та збільшує можливості для виживання. Хоч літальні апарати часом трохи пошкоджуються після приземлення, вони після незначного ремонту можуть бути використані повторно. Як правило, парашут вимагає перепаковування через кожні 6 років, а ракети потрібно замінювати через кожні 12 років.

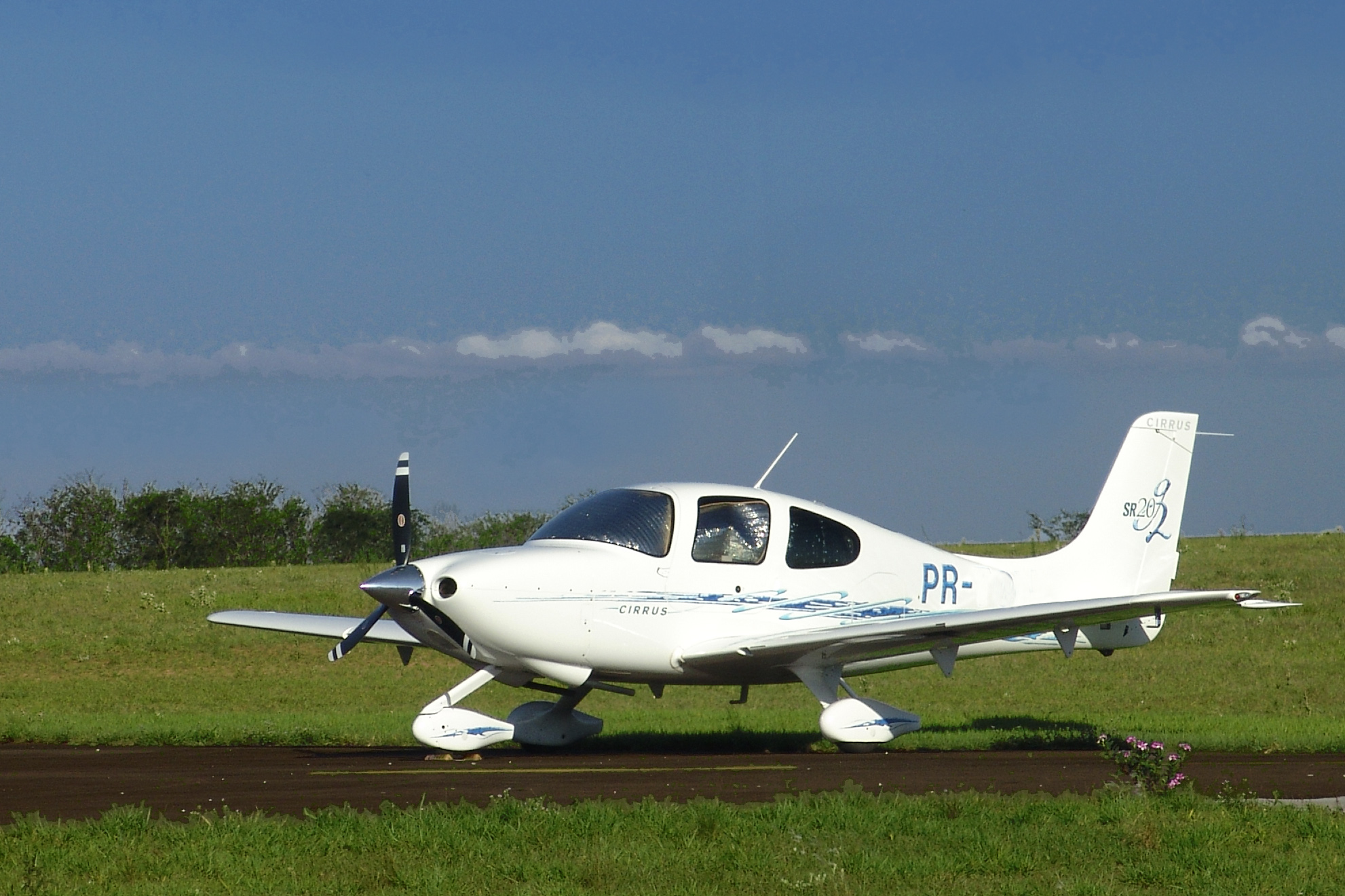
Літак «Цірус SR22»

## Історія
Перші балістичні парашути були випущені американською компанією Балістичні системи порятунку у 1982 році, а перше застосування відбулося у 1983 році.

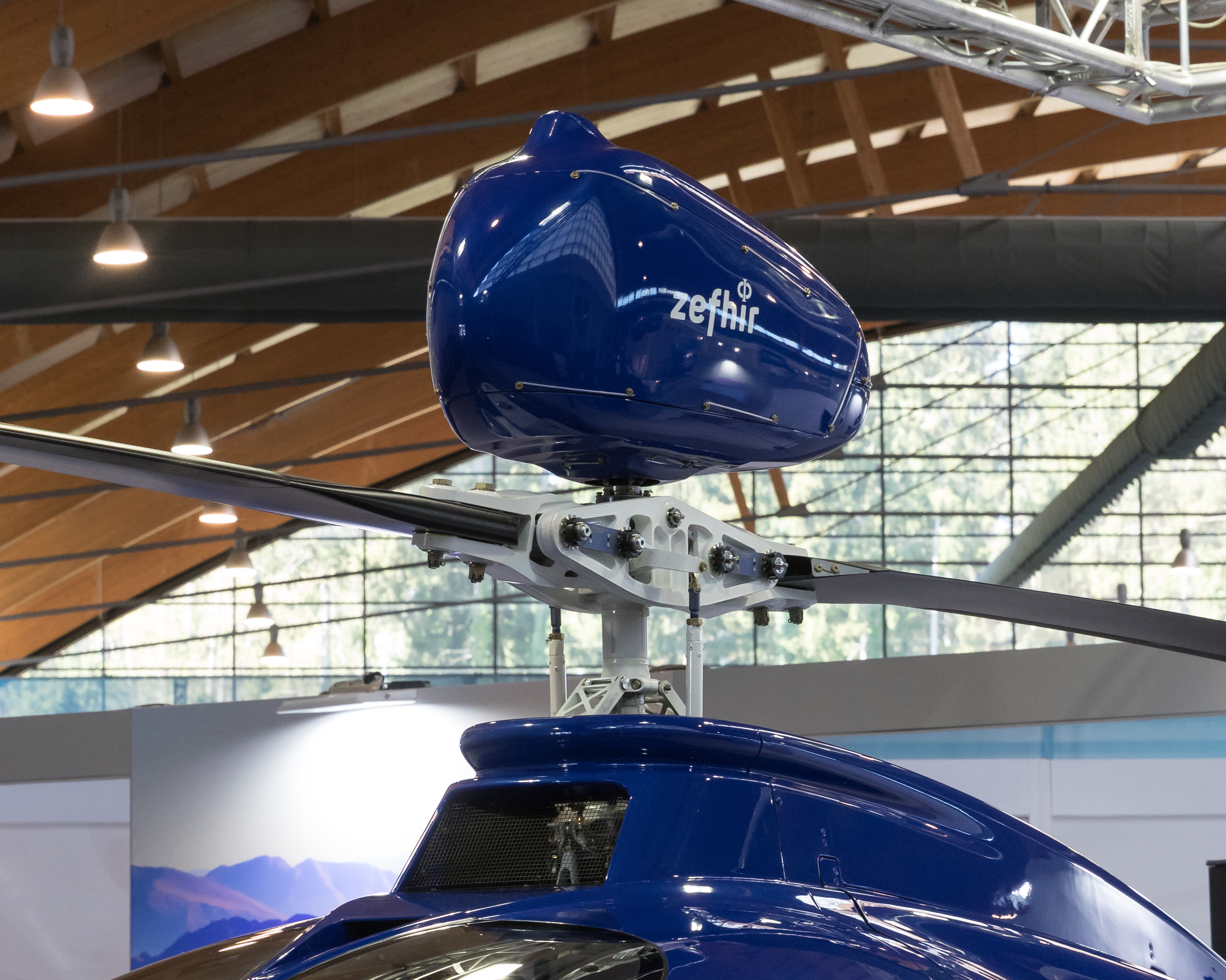
Капсула балістичного парашута над головкою гвинта гелікоптера Curti Zefhir. 2018

Американські одномоторні поршневі літаки для приватного використання «Цірус SR22» компанії Цірус Авіейшн, розроблені в 1995 році, мають балістичний парашут вагою близько 45 кг як стандартне оснащення. «Цірус SR22» — перший серійний літак (понад 7000), на якому застосовувався парашут для безпечного приземлення цілого літака у разі звалювання в штопор або в інших аварійних ситуаціях.
У 2002 році компанія Балістичні системи порятунку отримала додатковий сертифікат для встановлення своєї парашутної системи на літаки «Цесна 172», а потім на «Цесна 182» у 2004 році, та «Симфоні SA-160» у 2006 році.
Легкі літаки та планери німецької компанії «Комко Ікарус» також оснащені балістичними парашутами.